# MechWarrior 3050
MechWarrior 3050 — видеоигра по медиафраншизе BattleTech, разработанная в 1994 году компанией Malibu Interactive. Это первая игра про Боевых Мехов вселенной BattleTech, выпущенная для Sega Mega Drive. Изначально игра носила название BattleTech: A Game of Armored Combat, но при портировнии компанией Activision на игровую систему Super Nintendo Entertainment System получила название MechWarrior 3050.

## Сюжет
Сюжет игры разворачивается во время вторжения Кланов во Внутреннюю Сферу в 3050 году. Игрок выступает в роли Мехвоина Клана Волка, которого направляют уничтожить ряд важных объектов сил обороны Внутренней Сферы, угрожающих планам вторжения. Выполнять задание предстоит на Боевом Мехе «Лесной Волк» (англ. Timber Wolf), который по классификации ВС известен как «Бешеный Кот» (англ. Mad Cat).

## Игровой процесс

Игровой процесс версии для Mega Drive, игрок управляет мехом Timber Wolf на джунглевой планете.

В игре используется изометрический вид, а перед игроком стоит задача, управляя роботом Mad Cat/Timber Wolf, уничтожить базы Внутренней Сферы. Действие игры происходит на пяти различных этапах, каждый со своим уникальным окружением, включая болота, пустыни и замёрзшие пустоши. Все игровые задания отображаются в виде новостной ленты.
Задания в игре варьируются от уничтожения вражеских радаров и фабрик до выполнения спасательных миссий, однако все они включают активное использование оружия. Mad Cat/Timber Wolf может поворачиваться на 360 градусов и оснащён широким арсеналом оружия, включая ракеты, лазеры, мины и огнемёты, которые игрок может выбирать в начале каждой миссии. Боеприпасы ограничены и требуют регулярного пополнения, для чего по всей карте разбросаны специальные ящики.
Урон от противника увеличивает показатель повреждения и перегрева боевого меха. Если эти показатели достигают критической отметки, игрок теряет одну из жизней. Собираемая в процессе игры охлаждающая жидкость может снизить уровень перегрева. В игре предусмотрена кооперативная игра для двух игроков, при этом одному игроку доверяется управление ногами робота, а другому — управление корпусом и оружием.

## Оценки игры
| Иноязычные издания                  | Иноязычные издания                |
| Издание                             | Оценка                            |
| ----------------------------------- | --------------------------------- |
| EGM                                 | 7,5 из 10 (MD) 6,75 из 10 (SNES). |
| GamePro                             | 4 из 5 (SNES)                     |
| Next Generation                     | 3 из 5 (SNES)                     |
| VideoGames & Computer Entertainment | 9 из 10 (MD)                      |
| Electric Playground                 | 9 из 10 (MD)                      |
| Ultimate Nintendo                   | 2 из 5 (SNES)                     |
| Sega-16                             | 8 из 10 (MD)                      |

В рамках обзора версии для Sega Mega Drive в журнале Electronic Gaming Monthly четверо критиков выделили сложность однопользовательского режима, посчитав его сложным до невозможности. В то же время, трое из четырёх рецензентов дали положительные отзывы о данной версии игры, отметив разнообразие миссий, высокий уровень сложности и хорошую анимацию. В отношении версии игры для Super Nintendo мнения разделились: двое критиков похвалили разнообразие уровней, в то время как двое других выделили излишнюю сложность однопользовательского режима и запутанное управление.
Обозреватель Next Generation отметил, что, по сравнению с оригинальной версией для Mega Drive, версия игры для Super Nintendo имеет более четкую графику, однако анимация и управление в ней хуже. Он похвалил игру за интенсивность игрового процесса и сложность боя с врагами. Критик GamePro, известный под псевдонимом Scary Larry, подчеркнул, что режим игры для двух игроков требует идеальной синхронизации действий игроков, что может вызывать конфликты. Он также указал на недостатки в графике, анимации и звуковых эффектах, но в целом описал игру как вызывающую, стратегически интересную и увлекательную.
Рецензент Виктор Лукас из Electric Playground высоко оценил игру и сравнил игровой процесс с Desert Strike: Return to the Gulf. Особое внимание он уделил функции в управлении, благодаря которой игрок может стрелять, не меняя направление движения. В то же время, Лукас заметил, что графика в игре могла бы быть лучше, особенно в отношении детализации врагов. Аналогично, Никос Констант из VideoGames & Computer Entertainment сравнил BattleTech с другой игрой игрой из серии Strike — Jungle Strike — отметив, что BattleTech «гораздо интереснее» и заметил что это «отличная военная игра», и что игроку требуется равная доля стратегии, умения и удачи.
Кен Хоровиц из Sega-16 писал, что игра BattleTech позволяет игроку испытать чувство мощи, управляя огромным боевым роботом. Он заметил, что игра не представляет собой «безумный шутер», а скорее походит на одиночную игру серии MechAssault, с методичным и вдумчивым темпом игры. В ретроспективном обзоре Джим Эванс из сборника Ultimate Nintendo отметил, что игра могла бы достичь успеха в стиле Desert Strike, однако чрезмерная сложность, особенно при появлении Мехов противника, и ограничение времени на выполнение задач, делает игровой процесс неприемлемо сложным. Он считает, что при более сбалансированном уровне сложности, игра могла бы стать классикой.